# Nouzerines
Nouzerines est une commune française située dans le département de la Creuse en région Nouvelle-Aquitaine.

## Géographie
Nouzerines est une commune du canton de Boussac,
|           | Vijon(Indre) |                        |
| Tercillat | Nouzerines   | Bussière-Saint-Georges |
| Bétête    |              | Malleret-Boussac       |

### Climat
Pour des articles plus généraux, voir Climat de la Nouvelle-Aquitaine et Climat de la Creuse.
Historiquement, la commune est exposée à un climat océanique limousin.  
En 2020, Météo-France publie une typologie des climats de la France métropolitaine dans laquelle la commune est dans une zone de transition entre le climat océanique altéré et le climat de montagne et est dans la région climatique  Ouest et nord-ouest du Massif Central, caractérisée par une pluviométrie annuelle de 900 à 1 500 mm, maximale en automne et en hiver.
Pour la période 1971-2000, la température annuelle moyenne est de 10,4 °C, avec  une amplitude thermique annuelle de 15,2 °C. Le cumul annuel moyen de précipitations est de 955 mm, avec 12,6 jours de précipitations en janvier et 8 jours en juillet. Pour la période 1991-2020, la température moyenne annuelle observée sur la station météorologique la plus proche, située sur la commune de Boussac à 9,26 km à vol d'oiseau, est de 11,0 °C et le cumul annuel moyen de précipitations est de 896,4 mm,. Pour l'avenir, les paramètres climatiques de la commune estimés pour 2050 selon différents scénarios d’émission de gaz à effet de serre sont consultables sur un site dédié publié par Météo-France en novembre 2022.

## Urbanisme

### Typologie
Au 1er janvier 2024, Nouzerines est catégorisée commune rurale à habitat très dispersé, selon la nouvelle grille communale de densité à 7 niveaux définie par l'Insee en 2022.
Elle est située hors unité urbaine et hors attraction des villes,.

### Occupation des sols
L'occupation des sols de la commune, telle qu'elle ressort de la base de données européenne d’occupation biophysique des sols Corine Land Cover (CLC), est marquée par l'importance des territoires agricoles (94,6 % en 2018), en diminution par rapport à 1990 (95,4 %). La répartition détaillée en 2018 est la suivante : 
prairies (43,8 %), terres arables (26,5 %), zones agricoles hétérogènes (24,3 %), forêts (5,4 %). L'évolution de l’occupation des sols de la commune et de ses infrastructures peut être observée sur les différentes représentations cartographiques du territoire : la carte de Cassini (XVIIIe siècle), la carte d'état-major (1820-1866) et les cartes ou photos aériennes de l'IGN pour la période actuelle (1950 à aujourd'hui).

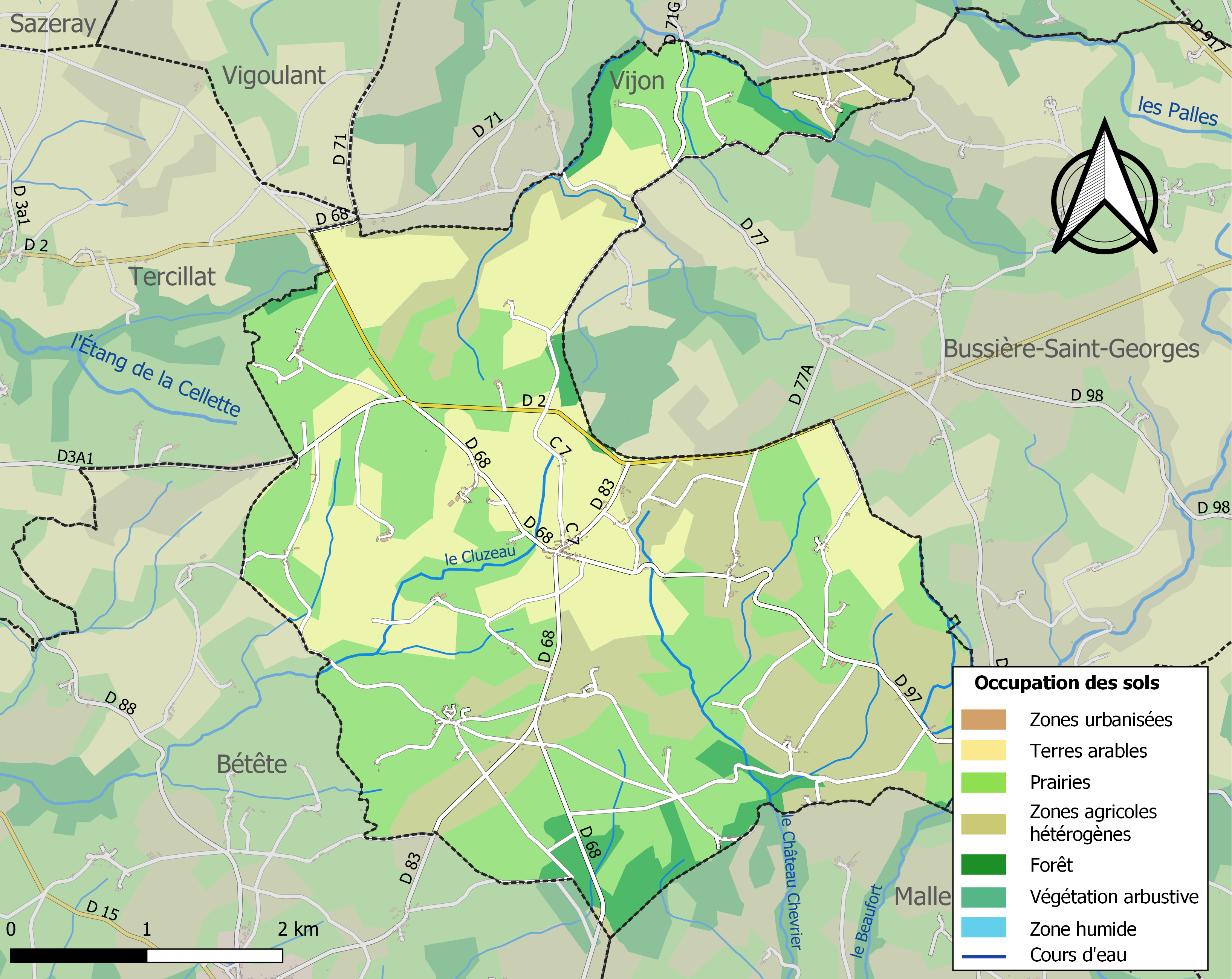
Carte des infrastructures et de l'occupation des sols de la commune en 2018 (CLC).

### Risques majeurs
Le territoire de la commune de Nouzerines est vulnérable à différents aléas naturels : météorologiques (tempête, orage, neige, grand froid, canicule ou sécheresse) et séisme (sismicité faible). Un site publié par le BRGM permet d'évaluer simplement et rapidement les risques d'un bien localisé soit par son adresse soit par le numéro de sa parcelle.

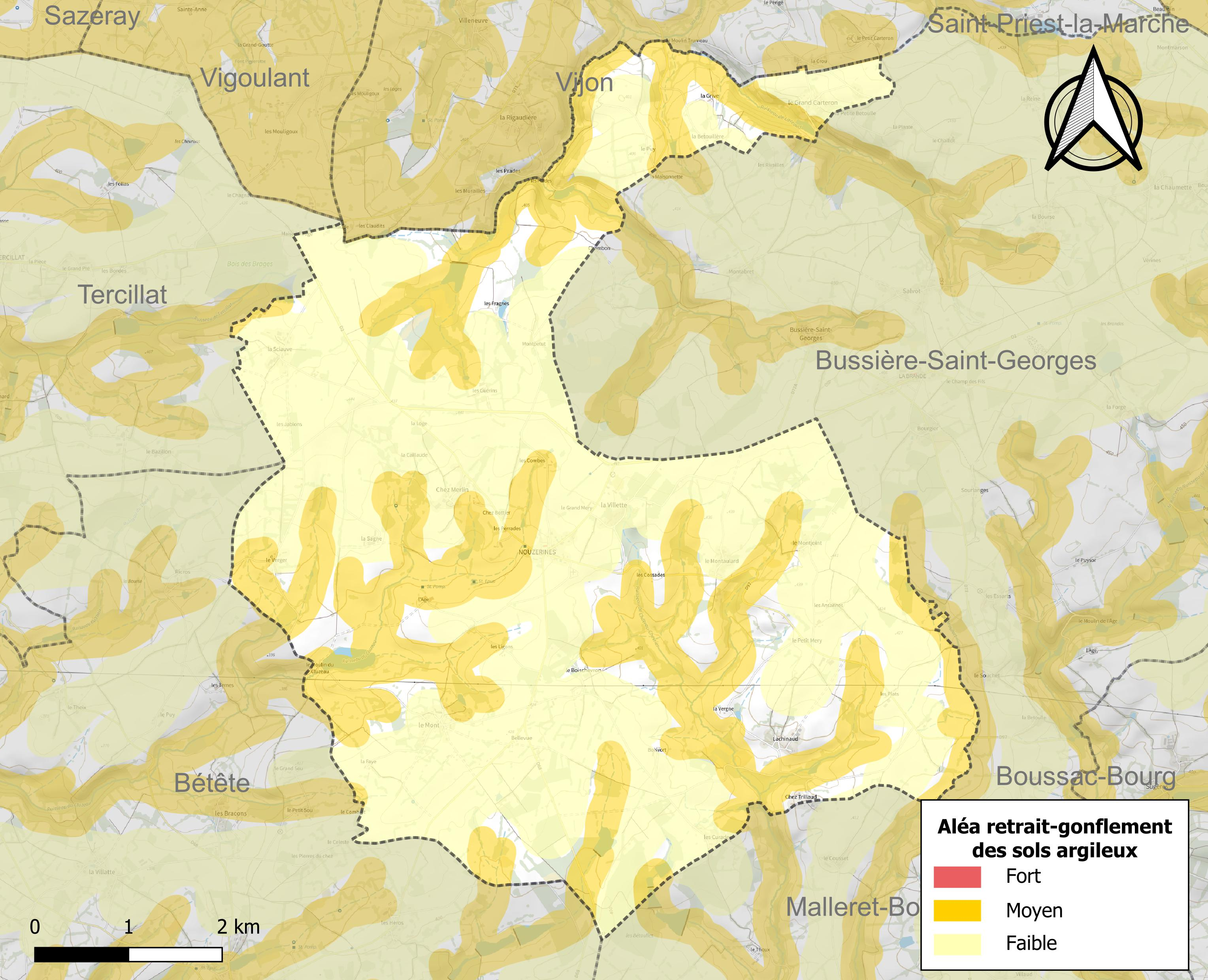
Carte des zones d'aléa retrait-gonflement des sols argileux de Nouzerines.

Le retrait-gonflement des sols argileux est susceptible d'engendrer des dommages importants aux bâtiments en cas d’alternance de périodes de sécheresse et de pluie. 35,1 % de la superficie communale est en aléa moyen ou fort (33,6 % au niveau départemental et 48,5 % au niveau national). Sur les 223 bâtiments dénombrés sur la commune en 2019,  15 sont en aléa moyen ou fort, soit 7 %, à comparer aux 25 % au niveau départemental et 54 % au niveau national. Une cartographie de l'exposition du territoire national au retrait gonflement des sols argileux est disponible sur le site du BRGM,.
Par ailleurs, afin de mieux appréhender le risque d’affaissement de terrain, l'inventaire national des cavités souterraines permet de localiser celles situées sur la commune.
La commune a été reconnue en état de catastrophe naturelle au titre des dommages causés par les inondations et coulées de boue survenues en 1982 et 1999. Concernant les mouvements de terrains, la commune a été reconnue en état de catastrophe naturelle au titre des dommages causés par des mouvements de terrain en 1999.

## Politique et administration
| Période                                  | Période  | Identité                | Étiquette | Qualité                                  |
| ---------------------------------------- | -------- | ----------------------- | --------- | ---------------------------------------- |
| 1793                                     | 1793     | Jean Baptiste Jany      |           |                                          |
| 1793                                     | 1794     | Claude Demanitroux      |           |                                          |
| 1794                                     | 1799     | François Larigauderie   |           |                                          |
| 1799                                     | 1814     | Antoine Pignot          |           |                                          |
| 1814                                     | 1826     | Jean Pignot             |           |                                          |
| 1826                                     | 1875     | Pierre Antoine Beaufils |           |                                          |
| 1875                                     | 1892     | Silvain Lacoste         |           |                                          |
| 1892                                     | 1919     | Eugène Dupanier         |           |                                          |
| 1919                                     | 1935     | Jean Martin Ladet       |           |                                          |
| 1935                                     | 1941     | Jules Pasquet           |           |                                          |
| 1942                                     | 1944     | Emile Lacoste           |           | Commissaire nommé par le conseil général |
| 1944                                     | 1946     | Jules Pasquet           |           | Président de la délégation spéciale      |
| 1946                                     | 1962     | Jules Pasquet           |           |                                          |
| 1962                                     | 1965     | Georges Dupertuis       |           |                                          |
| 1965                                     | 1977     | Paul Gamaire            |           |                                          |
| 1977                                     | 2001     | Robert Brunet           |           |                                          |
| mars 2001                                | En cours | Pascal Gibard           | DVD       | Agriculteur                              |
| Les données manquantes sont à compléter. |          |                         |           |                                          |

## Démographie
L'évolution du nombre d'habitants est connue à travers les recensements de la population effectués dans la commune depuis 1793. Pour les communes de moins de 10 000 habitants, une enquête de recensement portant sur toute la population est réalisée tous les cinq ans, les populations de référence des années intermédiaires étant quant à elles estimées par interpolation ou extrapolation. Pour la commune, le premier recensement exhaustif entrant dans le cadre du nouveau dispositif a été réalisé en 2005.

En 2022, la commune comptait 238 habitants, en évolution de −4,8 % par rapport à 2016 (Creuse : −3,32 %, France hors Mayotte : +2,11 %).
| 1793 | 1800 | 1806 | 1821 | 1831 | 1836 | 1841 | 1846 | 1851 |
| ---- | ---- | ---- | ---- | ---- | ---- | ---- | ---- | ---- |
| 558  | 573  | 587  | 809  | 802  | 826  | 809  | 792  | 822  |

| 1856 | 1861 | 1866 | 1872 | 1876 | 1881 | 1886 | 1891 | 1896 |
| ---- | ---- | ---- | ---- | ---- | ---- | ---- | ---- | ---- |
| 833  | 766  | 831  | 857  | 887  | 910  | 900  | 905  | 915  |

| 1901 | 1906 | 1911 | 1921 | 1926 | 1931 | 1936 | 1946 | 1954 |
| ---- | ---- | ---- | ---- | ---- | ---- | ---- | ---- | ---- |
| 920  | 927  | 896  | 755  | 752  | 696  | 649  | 631  | 624  |

| 1962 | 1968 | 1975 | 1982 | 1990 | 1999 | 2005 | 2006 | 2010 |
| ---- | ---- | ---- | ---- | ---- | ---- | ---- | ---- | ---- |
| 607  | 529  | 437  | 340  | 277  | 261  | 252  | 253  | 251  |

| 2015 | 2020 | 2022 | - | - | - | - | - | - |
| ---- | ---- | ---- | - | - | - | - | - | - |
| 250  | 237  | 238  | - | - | - | - | - | - |

## Culture locale et patrimoine

### Lieux et monuments
- l'église Saint Clair est une église romane datant de la fin du XIe siècle, début du XIIe, son clocher est recouvert d'ardoises, ainsi que la nef, le chevet et les absidioles sont recouverts de tuiles plates. Elle fut remaniée plusieurs fois. À l'intérieur il subsiste des restes de peintures murales. Le Transept et le chevet ont été inscrits au titre des monuments historique en 1963[21].

### Héraldique
| Blason de Nouzerines | Blason  | De gueules à l'église du lieu d'or soutenue de l'inscription « Nouzerines » en lettres cursives d'argent. |
| Blason de Nouzerines | Détails | Utilisé par la commune.                                                                                   |